# Le Temps des désirs
Pour plus de détails, voir Fiche technique et Distribution.
Le Temps des désirs (en russe : Время желаний, Vremia jelaniy) est un film soviétique de Mosfilm réalisé par Youli Raizman, sorti en 1984,.
Pour son rôle de Svetlana Vassilievna, la principale actrice, Vera Alentova, a reçu le prix des frères Vassiliev en 1986.

## Synopsis
Svetlana Vassilievna, une femme déterminée qui enchaîne les réussites, se fixe pour objectif d'épouser un homme intelligent et responsable. Elle le trouve en la personne de Vladimir Lobanov, un fonctionnaire sans prétention mais plein de qualités. Animée de bonnes intentions, Svetlana Vassilievna se met aussitôt à diriger la carrière de son époux jusqu'à ce qu'il parvienne à un poste important. Mais ses nouvelles responsabilités ont raison de cet homme qui n'aspirait qu'à la tranquillité et au bonheur familial. Il succombe à une crise cardiaque.  

## Fiche technique
- Titre : Le Temps des désirs
- Titre original : Время желаний
- Réalisation : Youli Raizman
- Scénario : Anatoli Grebnev
- Décor : Tatiana Lapchina
- Compositeur : Alexandre Beliaïev
- Caméra : Nikolaï Olonovski
- Son : Igor Ourvantsev
- Pays d'origine : URSS
- Genre : Drame
- Durée : 103 minutes
- Date de sortie : 1984
- Langue : russe

## Distribution
- Vera Alentova : Svetlana Vassilievna
- Anatoli Papanov : Vladimir Lobanov
- Tatiana Yegorova : Mila, l'amie de Svetlana
- Vladislav Strzelczyk : Nikolaï Nikolaïevitch
- Alekseï Mikhaïlov : Valeri, l'ex de Svetlana
- Vladimir Antonik : Dima, le fils de Vladimir Lobanov
- Valentina Ouchakova : la gardienne d'immeuble
- Boris Ivanov : Andreï, l'ami de Vladimir Lobanov
- Édouard Izotov : Oleg Ivanovitch, le chef de Vladimir Lobanov